# ناحیه خودمختار مسلمانان میندانائو

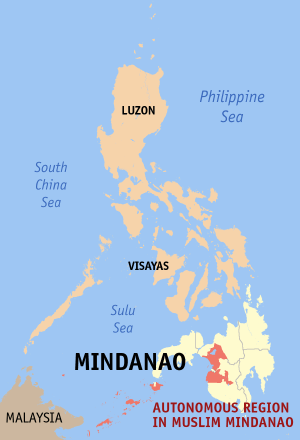
جایگاه میندانائو

ناحیه خودمختار مسلمانان میندانائو تنها بخش در تقسیمات کشوری فیلیپین است که دارای خودمختاری می‌باشد. این ناحیه خود شامل پنج استان باسیلان، لانائو جنوبی، سولو، ماگوئیندانائو و تاوی تاوی می‌شود.